# Dicranum enerve
Dicranum enerve là một loài Rêu trong họ Dicranaceae. Loài này được (Dozy & Molk.) Hampe mô tả khoa học đầu tiên năm 1904.